# Mirel Taloș
Mirel Taloș (n. 3 decembrie 1973, Zalău, România) este un politician și scriitor român.
A fost membru al Parlamentului României în trei legislaturi consecutive (2004-2008, 2008-2012 și 2012-2016).

### Origine și educație
A urmat studii de filologie română și hispanică la Universitatea din București (1992-1996), încheiate cu o teză de licență despre Mario Vargas Llosa. În 1999 a absolvit Facultatea de Științe Politice din cadrul Școlii Naționale de Studii Politice și Administrative (SNSPA) cu lucrarea „Partidele politice în România postcomunistă. O analiză a partitocrației”. Este doctorand in filosofie al Universitatii Bucuresti. 
Cursuri și specializări: 1996, Școala Tinerilor Lideri Politici, Fundația EURISC/Delegația Comisiei Europene la București (1996); European Security Issues, Center for European Security Issues, Groningen, Olanda (1997); Campaign Management and Strategy, National Democratic Institute for International Affairs (NDI), Washington DC (1999);  Globalization; a liberal stocktaking of chances and risks, Theodor Heuss Akademie, Gummersbach, Germania (2001); Managementul proiectelor, Fundația Internațională de Management FIMAN (2001);  Stagiu la Cabinetul Primului-Ministru al Regatului Unit al Marii Britanii și Irlandei de Nord, Prime Minister’s Strategy Unit (2005) și Galilee College, The Challenges of Intelligence assessment concerning international Terrorist Organizations, Israel (2008).

### Cariera politică
A fost membru al Partidului Național Liberal (1998-2014) și membru al Alianței Liberalilor și Democraților (ALDE) pana in 2017. Între anii 2005-2007 a fost Consilier de Stat al Primului-Ministru, șeful Departamentului de Analiză și Planificare Politică din cadrul Cancelariei Primului-Ministru. În 2008 a fost deputat de București iar în legislaturile 2008-2012 și 2012-2016 a fost deputat al colegiului electoral Zalău, județul Sălaj. În toți cei nouă ani în care a fost deputat a fost membru al Comisiei pentru cultură, arte și mijloace de informare în masă, raportor al comisiei pentru mass-media. A elaborat și susținut inițiative legislative în domeniul artelor și al mass-media. De asemenea a fost vicepreședinte al Comisiei de Regulament (decembrie 2012-iunie 2014) și secretar al Comisiei pentru Statutul Parlamentarilor (decembrie 2012-iunie 2014). A fost membru al grupurilor parlamentare de prietenie cu Marea Britanie și Republica Polonă. 

### Activitatea literară
A debutat în literatură cu trei proze scurte în revista Conta în 2012 (Uniformele blestemate, Vin tractoarele, Zsido Szappan). A mai publicat proză scurtă si fragmente de roman în revistele România Literară, Contemporanul, Caiete Silvane, Convorbiri Literare, Luceafărul și Literatorul.    
Romanul Colecționarul de nuduri (Editura RAO, 2018, prefață de Mircea Platon) a primit Premiul pentru volum de debut al Uniunii Scriitorilor din România, Premiul pentru volum de debut al Revistei Convorbiri Literare si Premiul pentru volum de debut al Revistei Contemporanul. A mai publicat romanele Undeva în Transilvania (Editura RAO, 2019, prefață de Nicolae Breban) , Strania poveste a unui pian (Editura RAO 2020, prefața de Daniel Cristea-Enache, Premiul Cartea Anului 2020 al Filialei București a Uniunii Scriitorilor din România) si Clepsidra lui Ovidiu (Editura RAO, 2022, prefață de Daniel Cristea Enache). A publicat și volumul de proze scurte Anticariatul de idei. Unsprezece proze despre sfârșitul culturii (Editura RAO, 2021).   
Romanul Undeva în Transilvania, care a primit Premiul pentru proză al Academiei Române, a fost tradus în engleză și spaniolă si a fost adaptat la Teatrul Național Radiofonic, fiind ultima piesa de teatru radiofonic in care a jucat Ion Caramitru.   
A publicat scenariile de film Casa de pe fundul lacului (în volumul colectiv Utopia, Editura Eubeea, 2018) și Forța inocenței (în volumul colectiv de scenarii de film Cartea cu scenarii, Editura Universitară, 2019).  
Este autorul satirelor politice  Comisia de anchetă (montata la Teatrul Național Satiricus-I.L.Caragiale din Chișinău) si Judetul fara caisi (montata la Teatrul De Vest Resita). Romanul Strania poveste a unui pian a fost adaptat pentru scena la Teatrul de arta din Deva, cu titlul Duelul pianistilor.

### Activitate publicistică si academică
A publicat Partidele politice în tranziție (Editura Libripress, 2002), Îndrumar în liberalismul politic (Editura Curtea Veche, 2004, cuvânt-înainte de Constantin Bălăceanu-Stolnici) si Desvaluirea fiintei. Martin Heidegger în filosofia românească interbelică (Editura Ideea europeana, 2024, prefață de Vasile Muscă). A fost senior editor al publicației Cadran politic (2005-2008) și senior editor al publicației Perspective politice (2004-2007). A fost reprezentant al primului-ministru în comisia bursei speciale Guvernul României (2005-2007). Este membru al Consiliului de conducere al Institutului de Studii Liberale, pentru care a fost și lector.
A debutat publicistic în Revista Interval in 1999. Actualmente este titularul rubricii Ideologii contemporane la Revista Contemporanul.

### Activitatea culturală
A fost vicepreședinte al Institutului Cultural Român (2017-2019). În această calitate a coordonat Programul „Centenar” al ICR, care a inclus peste 600 de proiecte, dintre care cel mai important a fost realizarea și amplasarea unei statui a Reginei Maria în piața centrală a orașului Ashford, Marea Britanie, locul de naștere al Reginei. Lucrarea a fost realizată de sculptorul Valentin Duicu. Programul „Centenar" al ICR a fost recompensat cu „Meritul Academic" de către Academia Română și, de asemenea, a primit Medalia Aniversară „Centenarul Marii Uniri" din partea Presedintiei Romaniei. 
In perioada iulie 2019-octombrie 2021 a fost președinte interimar al Institutului Cultural Român. În această calitate a coordonat participarea României ca țară invitată la cea de-a 27-a editie a Festivalului Internațional de Arte Europalia, al cărui eveniment far a fost expoziția „Brâncuși.Sublimarea formei" de la Palatul Artelor Frumoase din Bruxelles (BOZAR), cel mai mare eveniment cultural organizat vreodata de Romania in strainatate. 
In noiembrie 2021 a fost votat în plenul Senatului pentru un nou mandat de vicepresedinte al ICR (2021-2025).  A demisionat in 2023, invocand politizarea numirilor de sefi ai reprezentantelor ICR din strainatate. Cu ocazia demisiei a acordat un interviu jurnalistului Dan Andronic, directorul general al Evenimentului Zilei.  

### Afilieri profesionale
Este membru al Uniunii Scriitorilor din România. Face parte din conducerea Uniunii Autorilor și Realizatorilor de Film (UARF), secțiunea „scenariu de film”.  
Este membru al Jockey Club Român.

### Referinte critice
Sorin Lavric, Frumosul radical, Romania literara, nr.35-36, august 2018; Alexandru Oravitan, Colectionarul de nuduri-romanul protagonist, Revista Orizont, nr.2 (1642), anul XXXI, februarie 2019; Nicolae Breban, Un roman cu ardeleni de rit iudaic, Contemporanul, noiembrie 2019; Boris Mehr – La Simleu era un ghettou, Marian Victor Buciu – Despre romanul referential,  Adrian Dinu-Rachieru – In afara istoriei, Adrian Lesenciuc – Despre actorii completi ai piesei cu o singura, reprezentatie, Contemporanul, ianuarie 2020; Dragos Vicol, Mirel Talos si untdelemnul sfintit de la Simleu-Silvaniei, Revista Leviathan, martie 2020; Dana Oprica – Ratiunea in slujba urii, Contemporanul, iulie 2020; Mirel Horodi – Un roman despre holocaustul evreilor din judetul Salaj, Contemporanul, iulie 2020; Mircea Anghelescu, Undeva in Transilvania, un roman al supravietuirii, Romania literara nr. 27, 3 iulie 2020; Horia Garbea – Un roman fara happy-end, Romania literara, 14, aprilie 2020; Marian Odangiu, Istorie, viata, literatura, Revista Orizont, iulie 2020, nr.7 (1659), anul XXXI; Mircea Platon, Anticariatul de idei, Contemporanul, august 2021; Ion Jurca Rovina, Personalitatea artistului in decantarea magica a scenei, Ion Jurca Rovina, Teatrul azi, nr.5-6, 2022; Remus V. Giorgiomi, Cartea ramasa vaduva, Actualitatea literara, nr.116, februarie 2022; Daniel Cristea-Enache, Ovidiu la Tomis, Contemporanul, ianuarie, 2021; Adrian Lesenciuc, Liszt la impeerfect, Contemporanul, iulie 2023; Ana-Maria Tupan, Imaginandu-l pe Ovidiu, Contemporanul, august 202e; Aliona Grati, Clepsidra lui Ovidiu, Dialogica, nr.2, 2023; Hector Brioso Santos, Irina Ursachi, En algun lugar de Transilvania, Revista Hermeneus, Ediciones Universidad de Valladolid, octombrie 2023